# Afro Celt Sound System
Afro Celt Sound System er et band som siden 1995 har spillet musik med inspiration fra irsk folkemusik, som har sine rødder i 1600-tallet.